# 竹内廣行
竹内 廣行（たけうち ひろゆき、1955年12月21日 - ）は、日本の地方公務員 (技術公務員)。大阪府都市整備部長、大阪府副知事、公益社団法人2025年日本国際博覧会協会副事務総長を経て、大阪府港湾協会会長。

## 人物・経歴
和歌山県出身。1980年 (昭和55年) 3月、京都大学大学院工学研究科土木工学専攻修了。
同年4月、大阪府庁入庁。道路畑を長く歩む。2001年 (平成13年) 4月、土木部交通道路室参事、2002年4月、企画調整部企画室参事。2004年4月、交通道路室道路環境課長。2006年4月、同室道路整備課長。2007年4月、茨木土木事務所長。2009年4月、交通道路室長。2011年4月住宅まちづくり部理事。
2014年4月、都市整備部長。北大阪急行電鉄延伸や大阪モノレール延伸、なにわ筋線、西梅田十三新大阪連絡線の重点四路線を着実に具体化し、道路では阪神高速2号淀川左岸線の延伸という「インフラの整備」と、南海トラフ巨大地震等の災害に対し府民の安全・安心に対処するための「大規模な自然災害等への備え」が急務とした。同年6月、関西高速鉄道取締役。
2015年8月、小河保之の後任として大阪府副知事就任。交通インフラの整備促進に務めた。
2019年 (令和元年) 5月、大阪府副知事退任。同年6月より2025年日本国際博覧会協会副事務総長。2023年 (令和5年) 7月大阪府港湾協会会長。